# Julio Morbán
Julio Morbán (nacido el 13 de febrero de 1992 en San Cristóbal) es un jardinero dominicano de ligas menores que pertenece a la organización de los Marineros de Seattle.
Morbán fue firmado por los Marineros como amateur el 2 de julio de 2008. Desde 2009, Morbán ha jugado con varios equipos afiliados a los Marieros.
En la temporada invernal, Morbán juega para los Gigantes del Cibao en la Liga Dominicana.